# Calicnemia chaseni
Calicnemia chaseni – gatunek ważki z rodziny pióronogowatych (Platycnemididae). Występuje na Półwyspie Malajskim – w Malezji i skrajnie południowej Tajlandii.